# Surcouf (bande dessinée)
Ne doit pas être confondu avec Surplouf.
Pour les articles homonymes, voir Surcouf (homonymie).
Surcouf est une série de bande dessinée écrites par Jean-Michel Charlier et dessinée par Victor Hubinon parue dans l'hebdomadaire belge Le Journal de Spirou de 1949 à 1952.

## Synopsis
Une biographie du célèbre corsaire Surcouf.

## Albums

### Albums aux éditionsDupuis
- 1951 : Surcouf – Roi des corsaires. (Réédition en 1981)[2]
- 1952 : Surcouf – Corsaire de France. (Réédition en 1982)
- 1953 : Surcouf – Terreur des mers. (Réédition en 1982)
- 1991 : Réédition des 3 albums en un volume (collection Figures de proue)[2].

### Albums aux éditions Michel Deligne
- 1975 : Surcouf : édition des trois parties en un volume (éditions Michel Deligne), 144 planches[3].